# Юный Пахарь (Дагестан)
Ю́ный Па́харь — село в Дербентском районе Республики Дагестан. Входит в состав Первомайского сельсовета.

## Географическое положение
Село находится около побережья Каспийского моря, в Приморской низменности, по обоим берегам реки Дарвагчай, на расстоянии 22 км к северо-западу от города Дербент, административного центра района.

## Население
| 1939 | 1970 | 1989 | 2002 | 2010 | 2021 |
| ---- | ---- | ---- | ---- | ---- | ---- |
| 139  | ↗230 | ↗249 | ↗466 | ↗475 | ↗602 |

### Национальный состав
По результатам Всероссийской переписи населения 2021 года:
| Народ         | Численность, чел. | Доля от всего населения, % |
| ------------- | ----------------- | -------------------------- |
| даргинцы      | 369               | 61,30 %                    |
| табасараны    | 109               | 18,11 %                    |
| азербайджанцы | 101               | 16,78 %                    |
| другие        | 23                | 3,82 %                     |
| всего         | 602               | 100 %                      |